# Taiwanoppia diversiseta
Taiwanoppia diversiseta är en kvalsterart som först beskrevs av Sandór Mahunka 1985.  Taiwanoppia diversiseta ingår i släktet Taiwanoppia och familjen Oppiidae. Inga underarter finns listade i Catalogue of Life.